# Gyrobirotonde décagonale allongée
Pour les articles homonymes, voir J43.
En géométrie, la gyrobirotonde décagonale allongée est un solide de Johnson (J43) à 42 faces, 80 arêtes et 40 sommets.
Comme son nom l'indique, il peut être construit en allongeant une gyrobirotonde décagonale ou, plus communément, un icosidodécaèdre (un solide d'Archimède) en insérant un prisme décagonal entre ses moitiés congruentes. Si on opère une rotation de 36 degrés sur une des rotondes décagonales (J6) avant d'insérer le prisme donne une orthobirotonde décagonale allongée  (J42).
Les 92 solides de Johnson ont été nommés et décrits par Norman Johnson en 1966.